# Tedania spinata
Tedania spinata är en svampdjursart som först beskrevs av Ridley 1881.  Tedania spinata ingår i släktet Tedania och familjen Tedaniidae. Inga underarter finns listade i Catalogue of Life.